# Poids de forme
Pour les articles homonymes, voir Poids (homonymie).
 (juillet 2019).
Si vous disposez d'ouvrages ou d'articles de référence ou si vous connaissez des sites web de qualité traitant du thème abordé ici, merci de compléter l'article en donnant les références utiles à sa vérifiabilité et en les liant à la section « Notes et références ».
La notion de poids de forme est utilisée dans le domaine du sport afin de désigner le poids moyen dans lequel un individu se retrouve dans les meilleures conditions de performance sportive.  Ce poids de forme dépend de la constitution de l'athlète (taille, ossature) ainsi que des contraintes physiques du sport considéré : par exemple, la course de fond requiert une silhouette mince ; à l'opposé le sumo nécessite une carrure imposante. 
La détermination du poids de forme dépend de différents paramètres (sexe, âge, taille du sportif) et de la composition corporelle : masse osseuse, masse grasses, masse musculaire... Pour un même poids peuvent notamment correspondre des répartitions très différentes entre masse graisseuse et masse musculaire.

## Poids imposé
Dans certains sports (sports de combat, haltérophilie) la compétition est par catégorie de poids, le sportif joue sur son alimentation pour se maintenir dans sa catégorie ou choisit de monter de catégorie.